# Muscle interépineux
Les muscles interépineux sont de courts faisceaux musculaires intercalés par paires entre les apophyses épineuses de deux vertèbres contigües, de chaque côté du ligament interépineux.
On distingue :
- 6 paires de muscles interépineux cervicaux
- les muscles interépineux thoraciques
- 4 paires de muscles interépineux lombaires.

## Région cervicale

### Description
Dans la région cervicale, la première paire de muscles interépineux est située entre l'axis et la troisième vertèbre cervicale. La dernière paire est située entre la septième vertèbre cervicale et la première vertèbre thoracique.
Ce sont les plus visibles.
Ce sont de petits faisceaux étroits attachés en haut et en bas aux apophyses épineuses.

### Innervation
Ils sont innervés par la branche postérieure des nerfs spinaux cervicaux.

### Action
Ils sont extenseurs de la colonne cervicale.

## Région thoracique
Dans la région thoracique, les muscles interépineux se trouvent entre la première et la deuxième vertèbre thoracique, entre la onzième et la douzième vertèbre thoracique. Parfois il en existe une paire entre la deuxième et la troisième vertèbre thoracique.

## Région lombaire
Dans la région lombaire, les quatre paires de muscles interépineux sont situés entre les cinq vertèbres lombaires. Occasionnellement ils peuvent exister entre la dernière vertèbre thoracique et la première vertèbre lombaire, ainsi qu'entre la cinquième vertèbre lombaire et le sacrum.
Ce sont de petits corps charnus s’étendant entre les processus épineux des vertèbres.

### Innervation
Ils sont innervés par la branche postérieure des nerfs spinaux.

### Action
Ils sont extenseurs de la colonne lombaire.